# پارک ملی شامبی
پارک ملی شامبی (به عربی: الحدیقة الوطنیة بالشعانبی) یک پارک ملی در تونس است که در استان قصرین واقع شده‌است.